# Maanselkä
Maanselkä – wyżyna na granicy Finlandii i Rosji. Średnia wysokość 300–400 m (maksymalnie do 718 m). Porośnięta lasami iglastymi, choć występuje także tundra górska. Liczne jeziora i bagna. Na wyżynie znajduje się źródło Tuntsajoki.